# NGC 4800
NGC 4800 ist eine spiralförmige Zwerggalaxie mit ausgedehnten Sternentstehungsgebieten vom Hubble-Typ Sb im Sternbild Jagdhunde am Nordsternhimmel. Sie ist schätzungsweise 43 Millionen Lichtjahre von der Milchstraße entfernt und hat einen Durchmesser von etwa 20.000 Lj.
Das Objekt wurde am 1. April 1788 von William Herschel entdeckt.